# Воскшенице-Дуже
Воскшенице-Дуже (пол. Woskrzenice Duże) — деревня в Бяльском повете Люблинского воеводства Польши. Входит в состав гмины Бяла-Подляская. По данным переписи 2011 года, в деревне проживало 472 человека.

## География
Деревня расположена на востоке Польши, к западу от реки Кшны, на расстоянии приблизительно 8 километров к востоку от города Бяла-Подляска, административного центра повета. Абсолютная высота — 143 метра над уровнем моря. К югу от населённого пункта проходит национальная автодорога 2.

## История
В конце XVIII века деревня входила в состав Берестейского повета Берестейского воеводства Великого княжества Литовского.

Согласно «Справочной книжке Седлецкой губернии на 1875 год» деревня входила в состав гмины Сидорки Бельского уезда Седлецкой губернии. В период с 1975 по 1998 годы входила в состав Бяльскоподляского воеводства.

## Население
Демографическая структура по состоянию на 31 марта 2011 года:
|         | Всего | До трудоспособного возраста | Трудоспособного возраста | Старше трудоспособного возраста |
| ------- | ----- | --------------------------- | ------------------------ | ------------------------------- |
| Мужчины | 238   | 65                          | 160                      | 13                              |
| Женщины | 234   | 50                          | 139                      | 45                              |
| Всего   | 472   | 115                         | 299                      | 58                              |